# Національний музей Барджелло

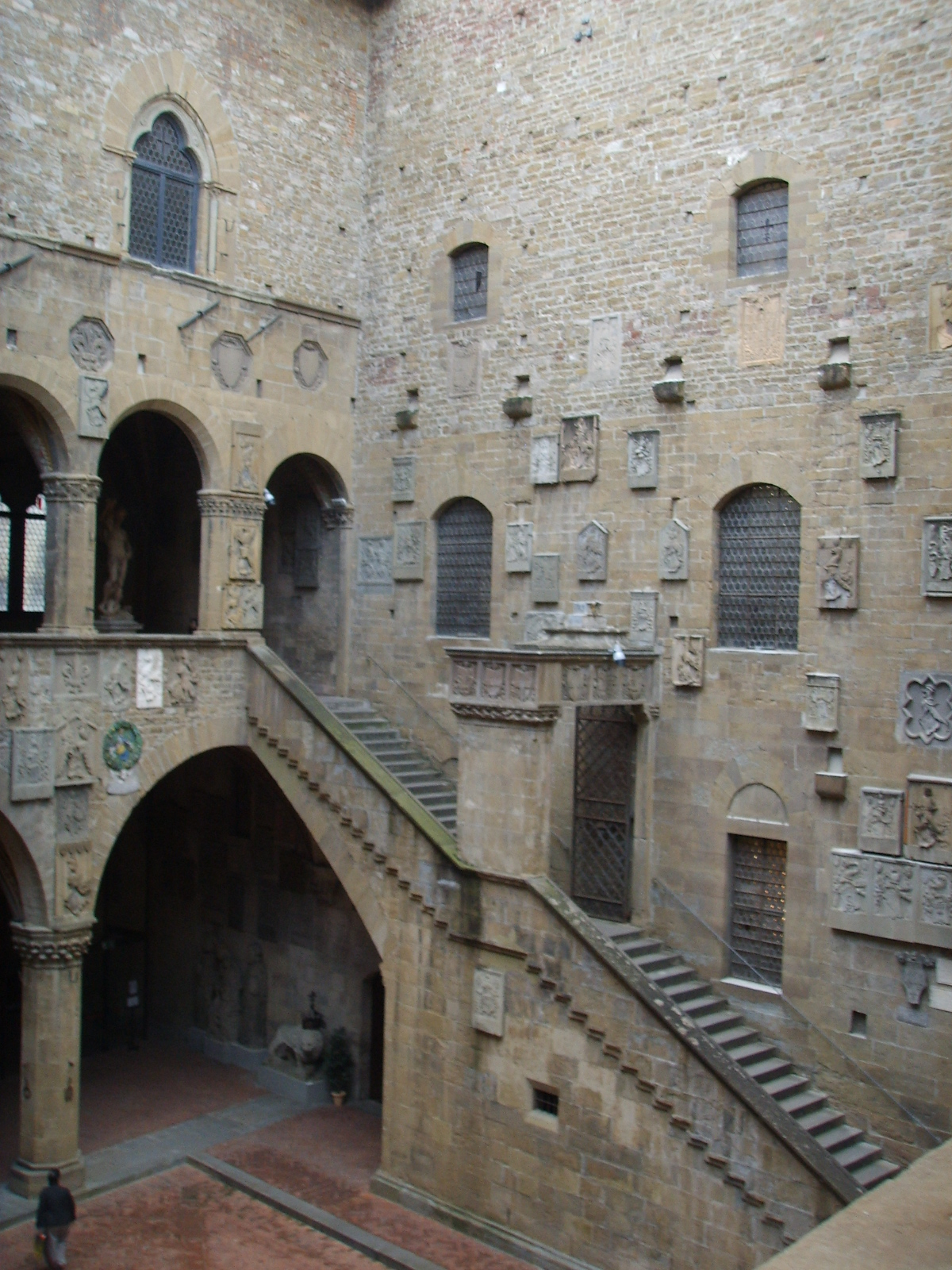
Внутрішній двір Барджелло.

Барджелло (італ. Bargello) — найдавніша громадська будівля італійського міста Флоренції, в якій з XIX століття розміщується музей скульптури — Національний музей Барджелло. Будівля слугувала в Середні віки резиденцією подести і міської ради (італ. Palazzo del Popolo), а також певний час — в'язницею і казармами.

## Будівля
Будівля була зведена у 1256 році спершу як двоповерхова. Третій поверх надбудували після пожежі 1323 року, використовуючи менші блоки. У плані будівля оточує внутрішній відкритий двір і має зовнішні сходи, що ведуть на другий поверх. У центрі двору розміщується відкритий колодязь.
З 1865 року в Барджелло діє національний музей (Museo Nazionale del Bargello), у якому представлена найбільша в Італії колекція скульптур готичного стилю і доби Відродження (XIV–XVII століття).

## Музей
В колекції музею Барджелло представлені декілька робіт Мікеланджело, зокрема, «Вакх», «Мадонна Пітті», «Брут» і «Давид-Аполлон». Також тут експонуються скульптури «Давид» і «Святий Георгій» Донателло, «Давид» Вероккіо, «Рибалка» Вінсента Джеміно, «Вакх» Якопо Сансовіно, «Архітектура» Джованні да Болоньї, його «Меркурій», і багато творів родини делла Роббіа. Творчість Бенвенуто Челліні представлена бронзовим бюстом Козімо I.
Крім того музей має велику колекцію кераміки (майоліка), текстилю, гобеленів, старовинних монет, лицарської збруї, виробів зі слонової кістки і срібла.

## Галерея

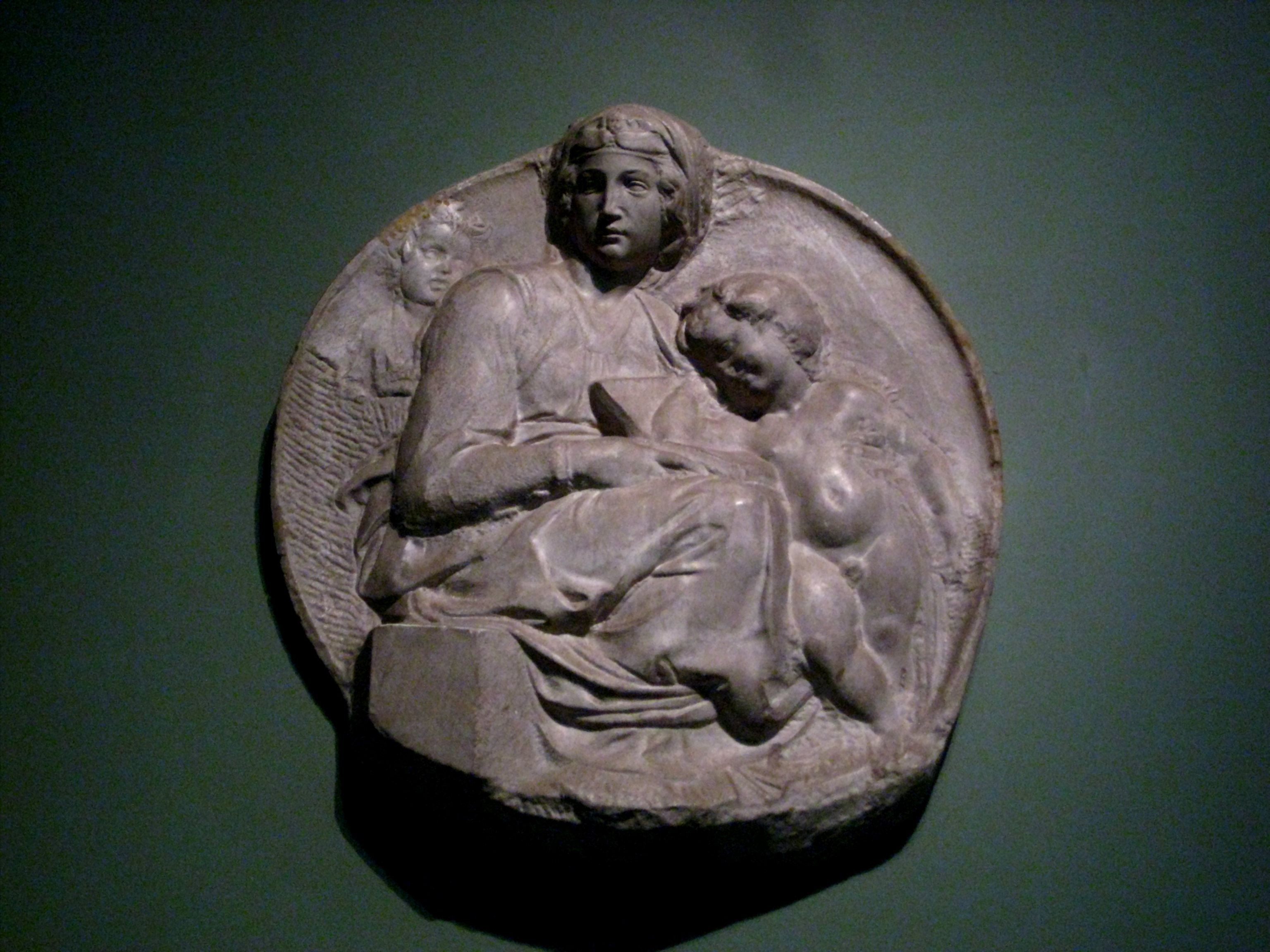
Мікеланджело, Мадонна Пітті
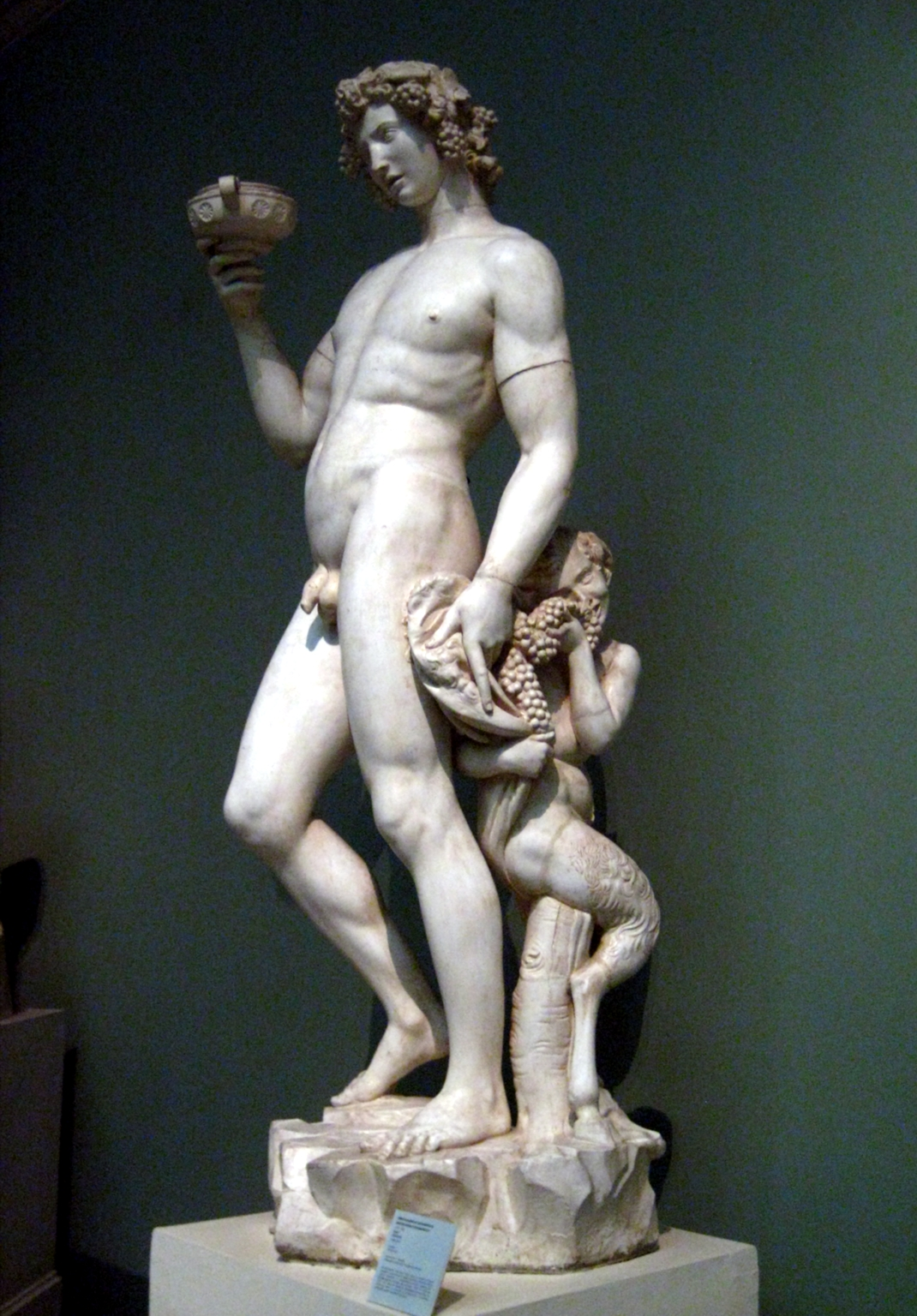
Мікеланджело, Вакх
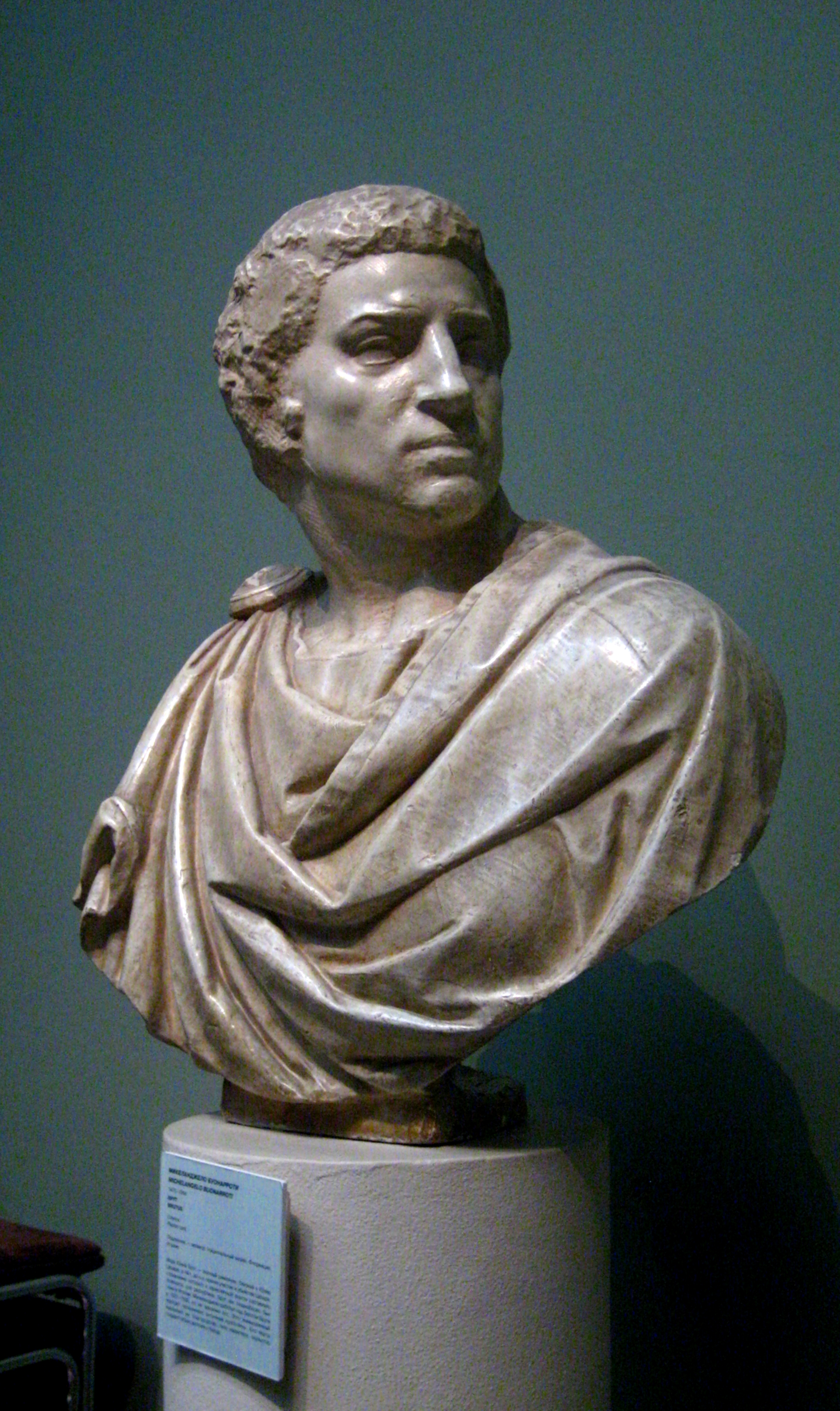
Мікеланджело, Брут
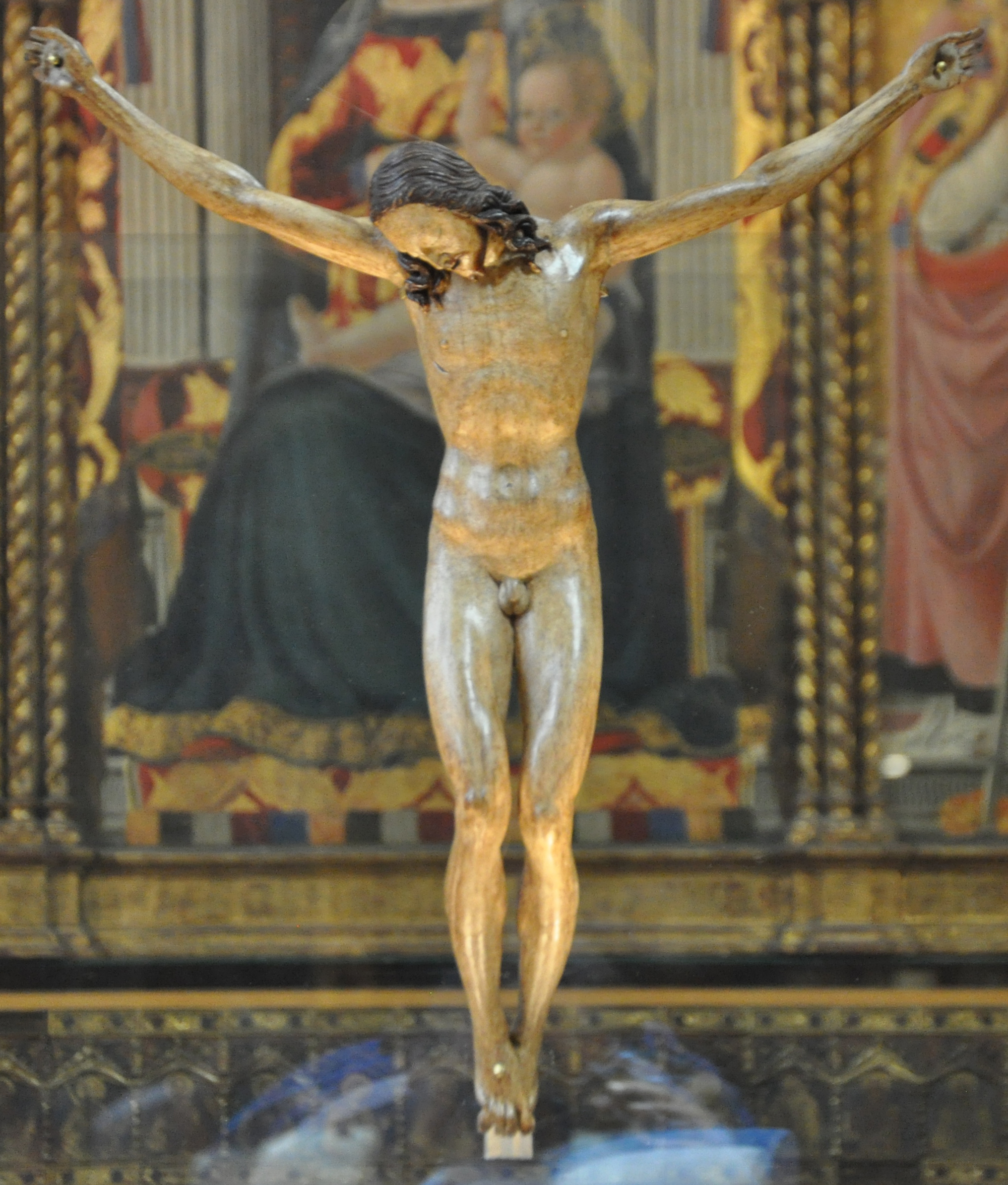
Мікеланджело, Розп'яття Ґалліно
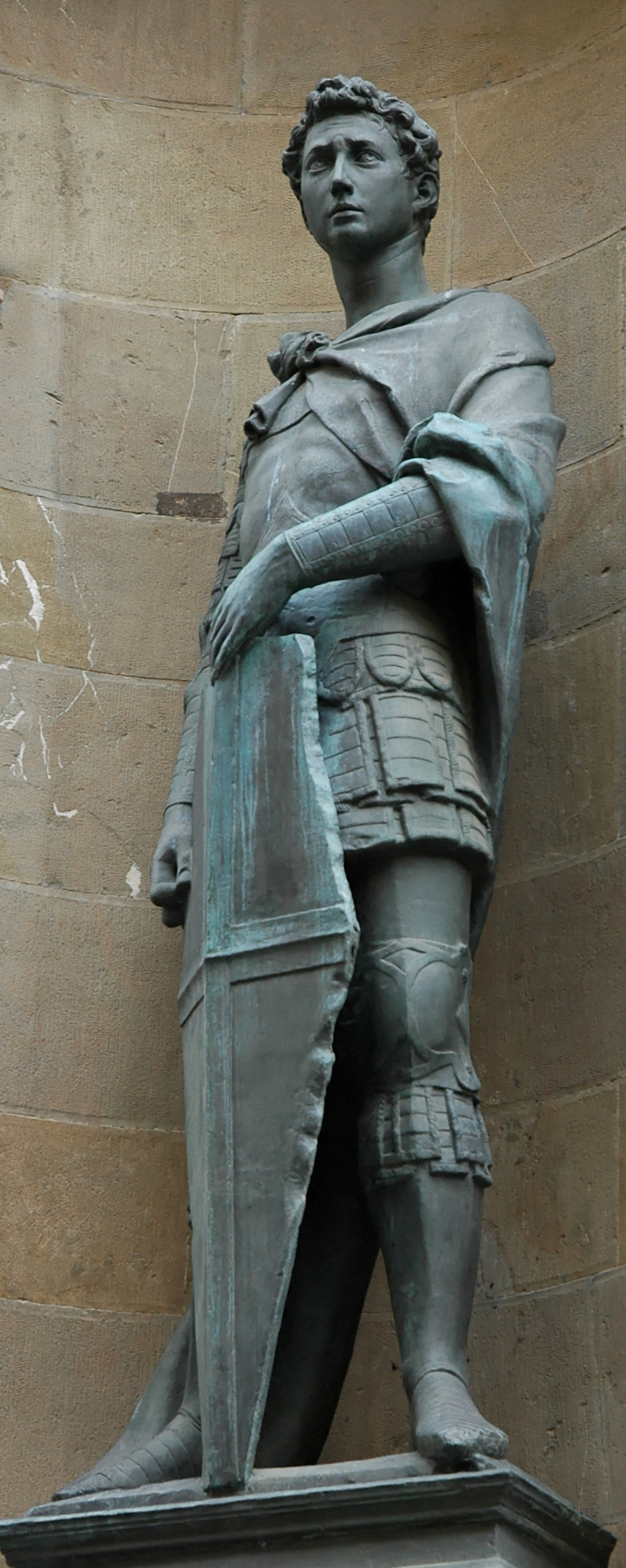
Донателло, Святий Георгій
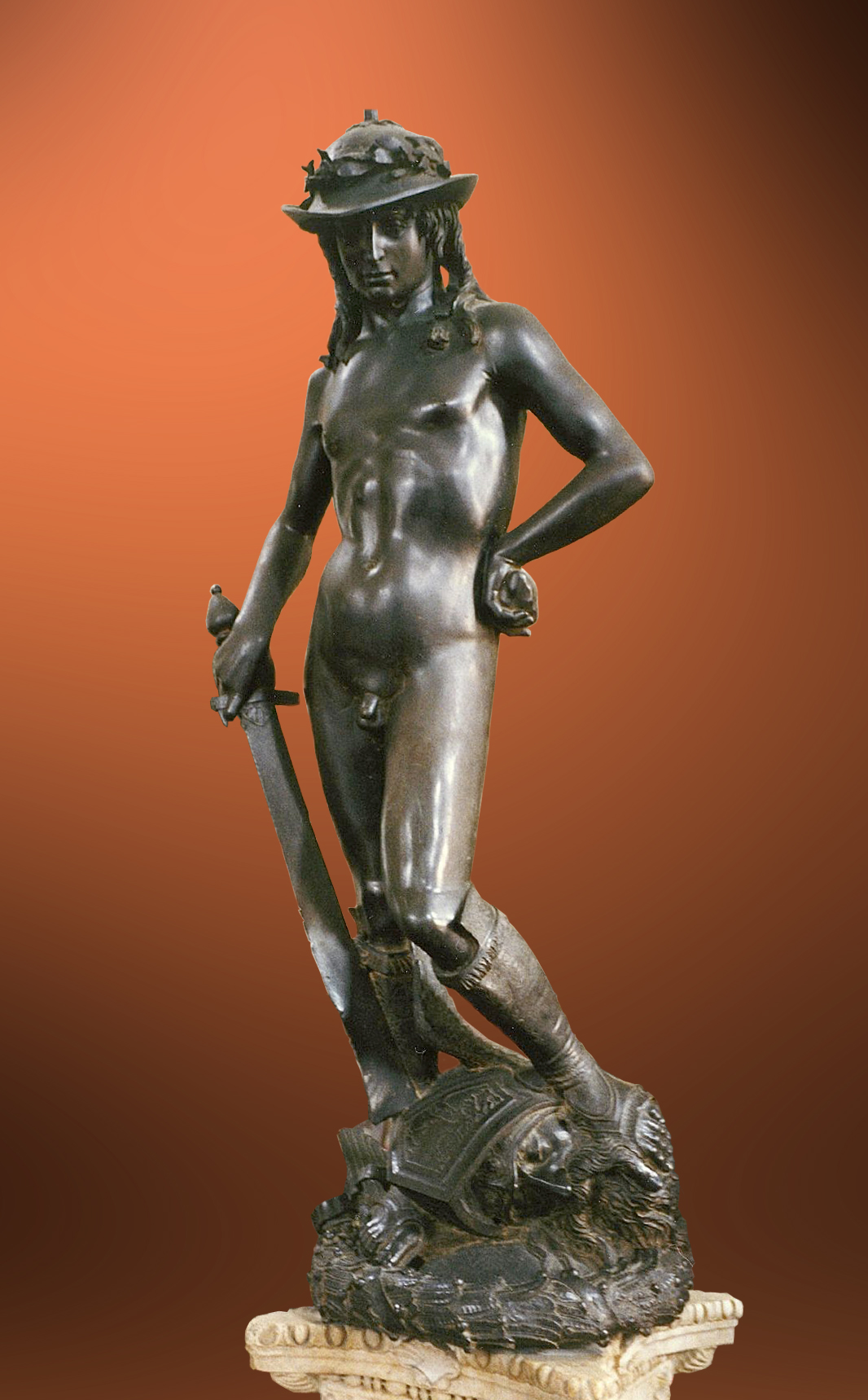
Донателло, Давид
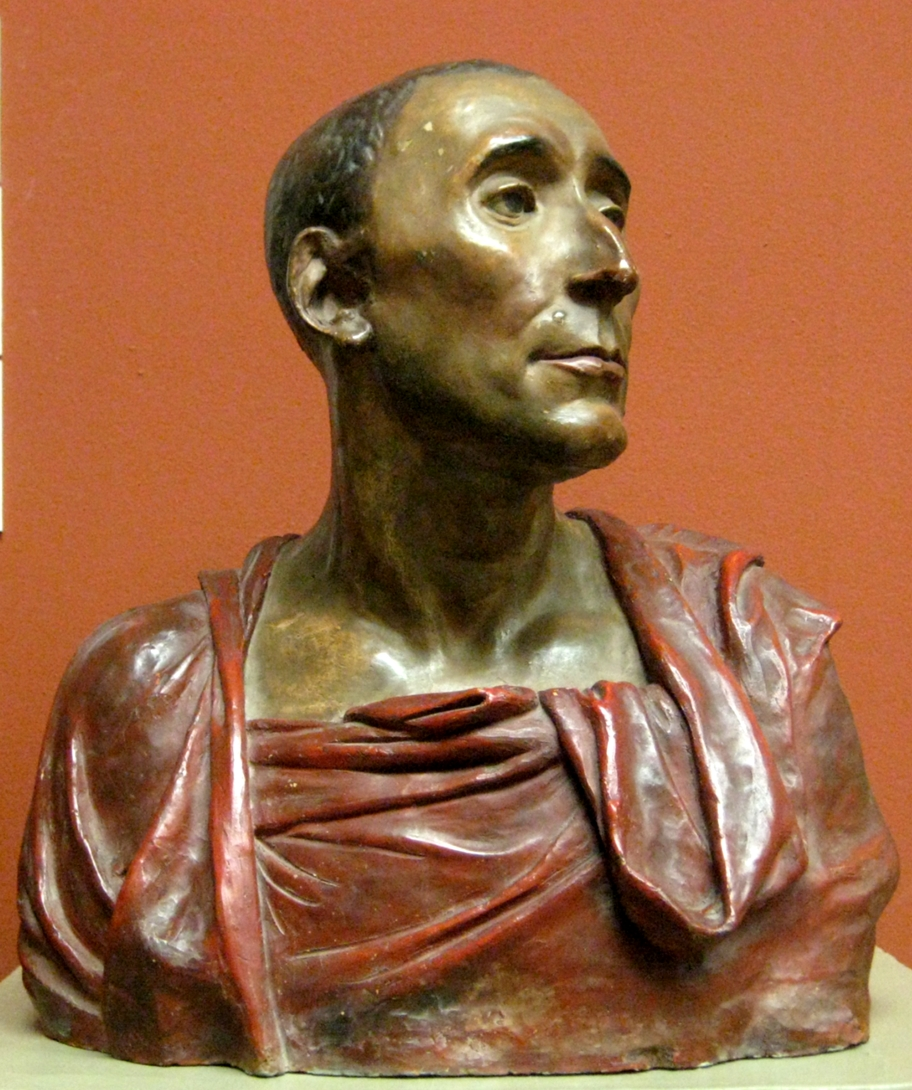
Донателло, Niccolo da Uzzano
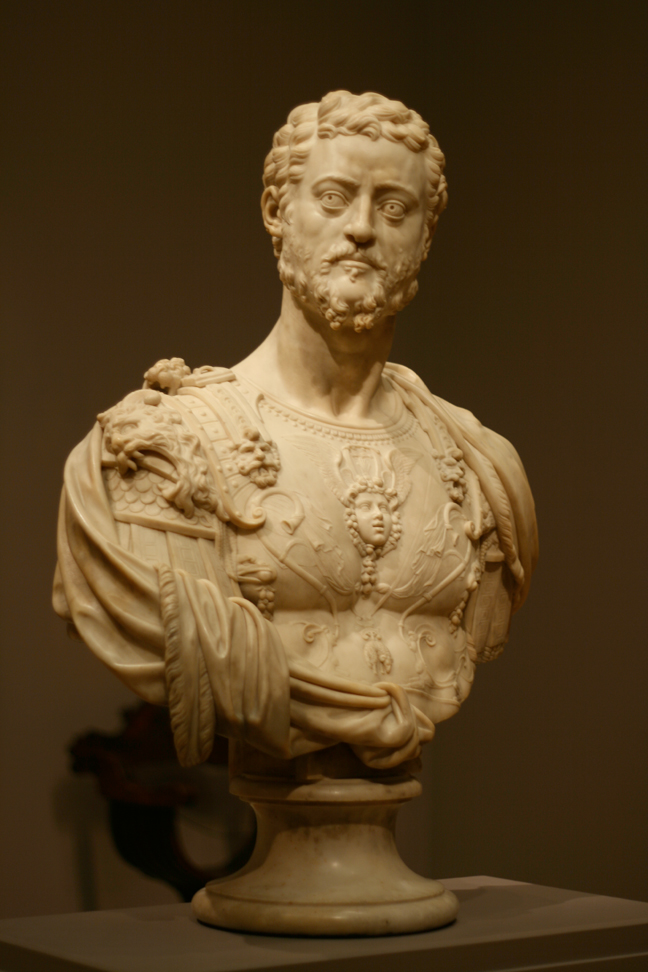
Бенвенуто Челліні, погруддя Козімо I
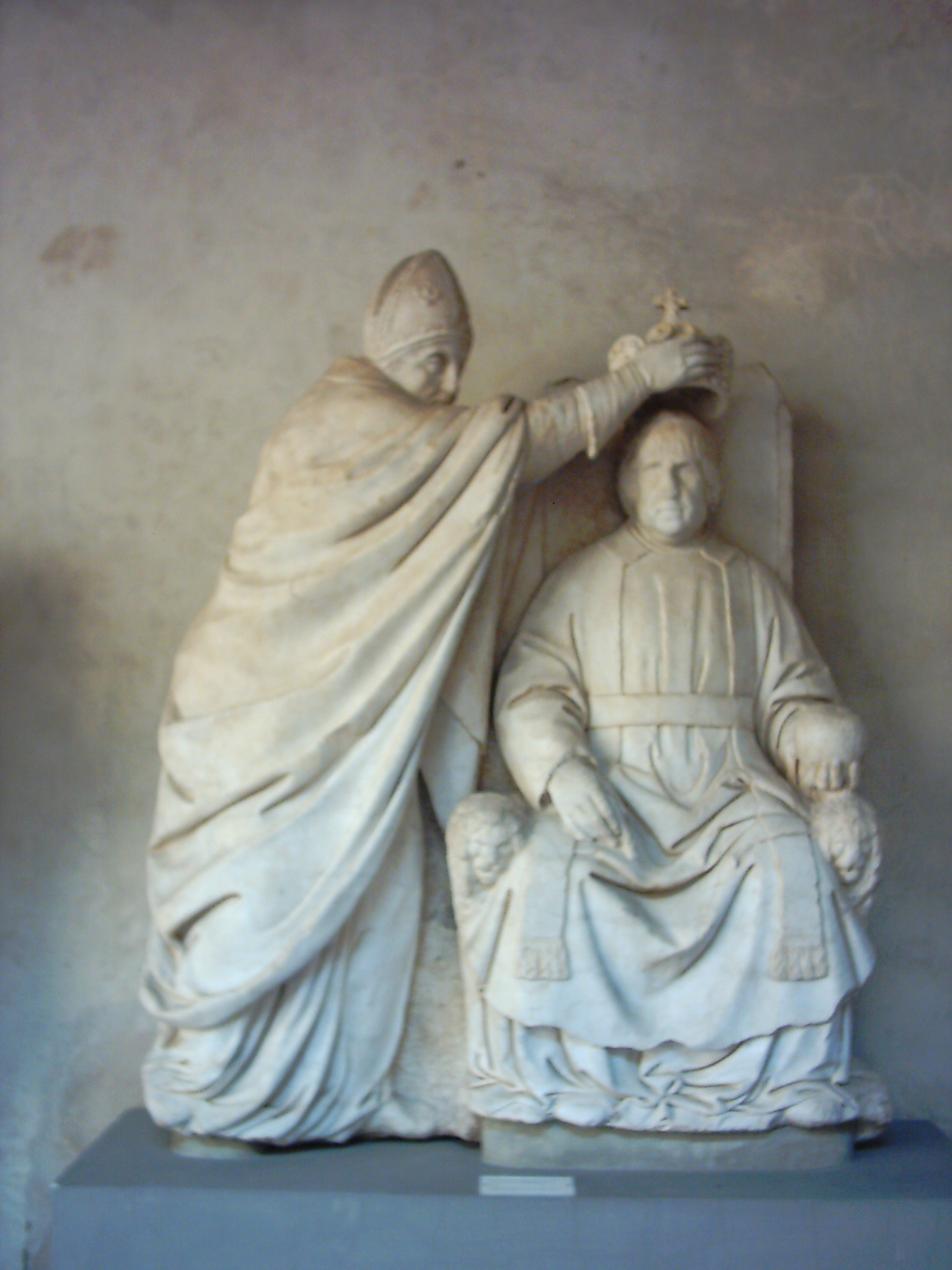
Бенедетто да Майано, Коронація Фердинанда II Арагонського
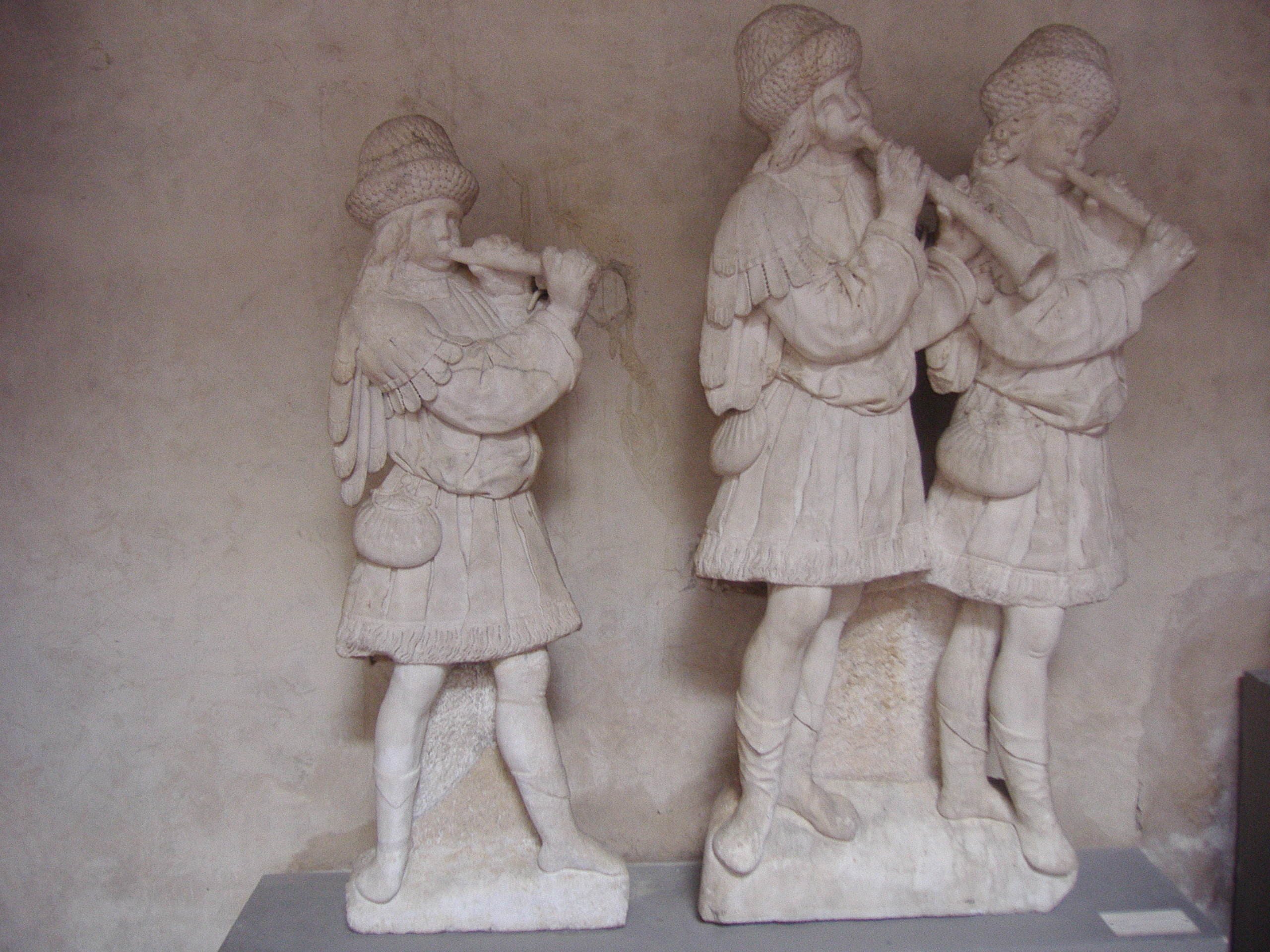
Бенедетто да Майано, Музиканти з коронації Фердинанда II